# Бретт, Джудит
Джудит Бретт (англ. Judith Brett, род. 1949, Мельбурн) — почётный профессор политологии в Университете Ла Троба, Мельбурн, Австралия. 

## Биография
Она ушла из Университета Ла Троба в 2012 году после реструктуризации факультета гуманитарных и социальных наук, в ходе которой школа, которую она возглавляла, была расформирована.
Её докторская диссертация, защищённая в 1970-х годах на факультете политологии Мельбурнского университета, была посвящена австрийскому поэту конца XIX века Гуго фон Гофмансталю. 
Биография Альфреда Дикина, написанная Бретт в 2017 году, получила Национальную биографическую премию 2018 года. Её следующая книга «От тайного голосования к демократической колбасе: как Австралия получила обязательное голосование» вошла в шорт-лист премии Queensland Literary Awards 2019 года Исторической книжной премии Университета Южного Квинсленда. 
Бретт стала членом Ордена Австралии в честь Дня Австралии 2023 года.

### Автор
- Brett, Judith, Australian Liberals and the Moral Middle Class (2003), Cambridge University Press,           ISBN 978-0-521-53634-9
- Brett, Judith and Anthony Moran, Ordinary Peoples' Politics (2006), Pluto Press Australia,            ISBN 978-1-864-03257-4
- Brett, Judith, Unlocking the History of the Australasian Kuo Min Tang 1911-2013, (2013) Australian Scholarly Publishing, ISBN 978-1-925-003 260
- Brett, Judith, Robert Menzies' Forgotten People (2007), Melbourne University Press,           ISBN 978-0-522-85391-9
- Brett, Judith, The Enigmatic Mr Deakin (2018), Text Publishing Company, ISBN 978-1-925-60371-2
- Brett, Judith, From Secret Ballot to Democracy Sausage: How Australia Got Compulsory Voting (2019), Text Publishing Company, ISBN 978-1-925-60384-2

### Редактор
- Brett, Judith, Political Lives (1997) Allen & Unwin,  ISBN 978-1-74269-679-9

### Журнальные статьи и ежеквартальные эссе
- QE 19 Relaxed & Comfortable: The Liberal Party's Australia (2005) ISBN 978-1-86395-094-7
- QE 28 Exit Right: The Unravelling of John Howard (2007) ISBN 978-1-86395-111-1
- QE 42 Fair Share: Country and City in Australia (2011) ISBN 978-1-86395-526-3
- — (August 2014). Freedom, or nothing left to lose. The Nation Reviewed. The Monthly. 103: 8–10.[13]
- QE 78 The Coal Curse: Resources, Climate and Australia's Future  (2020) ISBN 978-1-76064-229-7